# Giuseppe Maggio
Giuseppe Maggio (Marsala, 8 novembre 1890 – Marsala, 18 aprile 1978) è stato un politico italiano.

## Biografia
Laureatosi in Medicina e chirurgia nel 1915 all'università di Palermo, è tenente medico durante la prima guerra mondiale, dove ottiene due medaglie di bronzo. Aderisce negli anni venti al fascismo. Intanto nel 1921 diviene direttore dell'Ospizio Marino di Trapani. Nel 1925 diviene direttore del settimanale della federazione fascista trapanese "La vedetta fascista". Nel 1926 è chiamato nel direttorio provinciale del PNF di Trapani. Nel dicembre del 1927 diviene segretario federale del partito.
Nel 1929 viene eletto deputato della Camera nella XXVIII legislatura per il PNF sostituendo Giuseppe Rubino, e lascia la guida del partito in provincia. Resta deputato fino al 1934. Nel 1935 è volontario nella Guerra d'Etiopia, dove è ufficiale medico superiore. Gravemente ferito, è decorato di Medaglia d'argento al Valor Militare. È poi presidente della sezione trapanese dell'Associazione nazionale combattenti.
Dal 1940 è presidente provinciale della CRI. Dal 1940 al 1941 fu reggente della federazione provinciale del PNF di Trapani.
Nel dopoguerra torna alla direzione dell'Ospizio marino ed è direttore sanitario dell'Ospedale dei bambini di Trapani, dove resterà fino al 1966. Negli anni 50 è segretario federale del Movimento Sociale Italiano di Trapani e nel 1960 consigliere comunale di Trapani, sempre per il MSI. Nel maggio 1963 si candida per il MSI al Senato nel collegio Trapani-Marsala ed è primo dei non eletti in Sicilia. Il 15 aprile 1964 diviene senatore, subentrando al senatore Dionisio Moltisanti, deceduto. Resta in carica fino al termine della legislatura, nel 1968, e non è rieletto.
Sarà l'unico parlamentare nazionale del MSI trapanese, dalla fondazione nel 1947, fino al 1994, quando furono tre i deputati del partito eletti in provincia.